# Massimo Gizzio
(Così descritto sulla targa in marmo a lui dedicata in Via Cesi, a Roma)
Massimo Gizzio (Napoli, 1º agosto 1925 – Roma, 1º febbraio 1944) è stato un partigiano italiano, membro della resistenza italiana durante la seconda guerra mondiale.

## Biografia
Ex allievo dei licei “Tasso” e “Regina Elena” e della facoltà di Giurisprudenza dell'Università La Sapienza di Roma, nel 1943 aderì al PCI clandestino. Venne deferito al Tribunale speciale, ma l'evolversi degli eventi gli permise di tornare in libertà. Dopo l'armistizio, Gizzio prese parte alla Guerra di liberazione entrando nelle file della Resistenza romana.
Con Carlo Lizzani e Vincenzo Lapiccirella costituì e divenne uno dei dirigenti del Comitato studentesco di agitazione.
Il 29 gennaio 1944, il comitato proclamò uno sciopero generale contro i tedeschi e i fascisti in tutte le scuole di Roma. In quell'occasione Gizzio si collocò alla testa di un gruppo di studenti del ”Dante Alighieri”, diretto verso piazza della Libertà.
Quando il corteo fu prossimo alla piazza, una squadra di fascisti in borghese del gruppo “Onore e combattimento” attaccò i manifestanti a colpi di pistola. Massimo Uffreduzzi uccise con un colpo di rivoltella alla schiena Massimo Gizzio. Dopo tre giorni di agonia al “Santo Spirito” di Roma, Gizzio morì.
Dopo la liberazione, la Corte d'assise di Napoli giudicò per l'omicidio Gizzo i fascisti Massimo Uffreduzzi, Sergio Bertolani, Carlo Alberto Guida e Giorgio De Michele. Furono tutti assolti, incluso l'esecutore materiale - che si vantò financo dell'”atto eroico” - poiché, dalle parole della sentenza, “anche lui è uno studente, travolto dal clima arroventato della guerra”.
In via Cesi 72, il 18 febbraio 1949 venne collocata una lapide in sua memoria. Portano il suo nome anche una scuola media - ove ha insegnato a lungo la sorella Maria - e un circolo culturale. Nel 2016 è stato stampato un libro dal titolo "Massimo Gizzio e le Lotte Studentesche" edito dalle Edizioni Chillemi.